# Jakob von Wallenburg
Jakob von Wallenburg (* 10. September 1763 in Wien; † 28. Juni 1806 ebenda) war ein österreichischer Orientalist und Diplomat.

## Leben
Jakob von Wallenburg entstammte einem alten Adelsgeschlecht. Zu seinen Ahnen gehörte Veit von Wallenburg, der in Wien während der ersten Türkenbelagerung (1529) oberster Kriegszahlmeister war. Seine Ausbildung erhielt Jakob von Wallenburg an der orientalischen Akademie in Wien und kam 1782 im Alter von 19 Jahren als Sprachknabe, wie die ausgemusterten Zöglinge dieses Instituts hießen, nach Konstantinopel. Dort wurde seine wissenschaftliche Eignung für den diplomatischen Dienst im Orient unter der Leitung von Peter Philipp Herbert vollendet. Bald avancierte er zum ersten Dolmetscher und leistete in dieser Eigenschaft dem österreichischen Staat lange Zeit große Dienste: in Konstantinopel selbst, auf verschiedenen Reisen und Missionen in Asien, dann besonders 1787–90 während des Türkenkriegs Kaiser Josephs II., wo er in dessen Hauptquartier gerufen wurde, sowie anschließend beim Frieden von Sistowa (4. August 1791). Ab dann widmete er sich verstärkt der Beschäftigung mit orientalischer Literatur, kehrte 1802 nach Wien zurück, wurde 1806 Rat der geheimen k. k. Hof- und Staatskanzlei, starb aber noch im gleichen Jahr im Alter von 42 Jahren.
Wallenburg beherrschte die klassischen Sprachen perfekt; außerdem verstand er wichtige europäische und mehrere slawische Sprachen sowie Neugriechisch, Türkisch, Arabisch und Persisch. Große politische, statistische, seemännische und Handelskenntnisse sowie seine genaue Bekanntschaft mit dem Osmanischen Reich und Ägypten kamen ihm bei seinen Arbeiten und im Verkehr mit den Orientalen zugute. 1792 begann er in Konstantinopel mit einer französischen Übersetzung des Masnawī, eines moralischen Lehrgedichts des persischen Sufi-Mystikers Dschalāl ad-Dīn ar-Rūmī. Wo eine getreue Übersetzung nicht möglich war, gab Wallenburg stattdessen umschreibende Anmerkungen und lieferte einen ganzen Kommentar und ein Glossar zum Masnawī. Die Fertigstellung seiner Arbeit dauerte sechs Jahre. Bei seiner Rückkehr nach Wien sollte die Übersetzung und der nach verschiedenen Exemplaren richtig gestellte Text gedruckt werden, aber der Brand des Jahres 1799, der halb Pera zerstörte, vernichtete Text und Übersetzung.
1804 begann Wallenburg mit der Übersetzung des berühmten Schāhnāme von Firdausi ins Französische. Einen ausführlichen Bericht über diese vorbereitete Übersetzung gab sein Freund A. de Bianchi in seinem Werk Notice sur le Schah-Namé de Ferdoussi et traduction de plusieurs pièces relatives à ce poème. Ouvrage postume de M. le conseiller de Wallenbourg précédé de la biographie de ce savant (Wien 1810). Aufgrund seines frühen Todes konnte Wallenburg die Übersetzung des Werks des großen persischen Dichters nicht fertigstellen, sie war noch nicht sehr weit gediehen. Wallenburg war auch Mitarbeiter an Franciszek Meninskis Lexicon arabico-persico-turcicum, das von Jenisch in vier Foliobänden in zweiter Auflage zu Wien 1780 herausgab.